# Cerochlamys
A Cerochlamys a szegfűvirágúak (Caryophyllales) rendjébe, ezen belül a kristályvirágfélék (Aizoaceae) családjába tartozó nemzetség.

## Előfordulásuk
A Cerochlamys-fajok természetes előfordulási területe kizárólag a Dél-afrikai Köztársaságban található meg.

## Rendszerezés
A nemzetségbe az alábbi 3 faj tartozik:
- Cerochlamys gemina (L.Bolus) H.E.K.Hartmann
- Cerochlamys pachyphylla (L.Bolus) L.Bolus
- Cerochlamys trigona N.E.Br. - típusfaj